# Chrysler Museum of Art

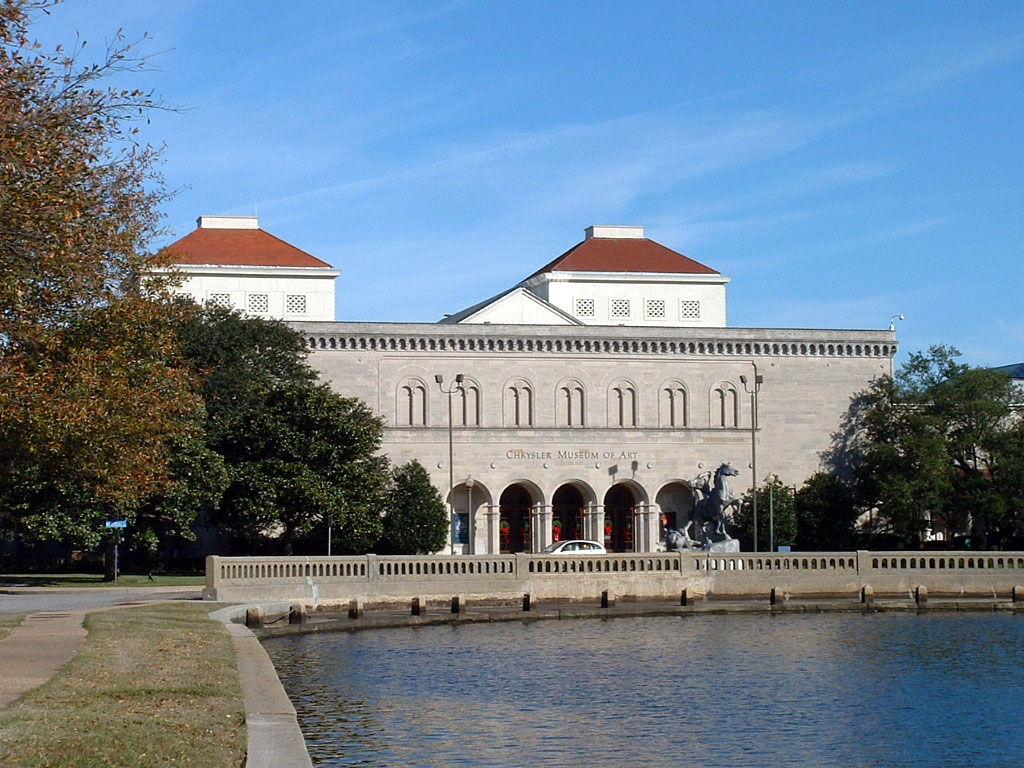
Chrysler Museum of Art

Das Chrysler Museum of Art ist ein Kunstmuseum in Norfolk, Virginia, USA.
Das Museum wurde 1933 als Norfolk Museum of Arts and Sciences gegründet. 1971 vermachte der US-amerikanische Unternehmer Walter Percy Chrysler, Jr., dessen Ehefrau Jean Outland Chrysler aus Norfolk gebürtig stammte, seine Sammlung von Kunstwerken, die zuvor seit 1958 im „Chrysler Art Museum of Provincetown“ in Provincetown zu sehen war, dem Museum. Das Museum wurde darauf in Chrysler Museum of Art umbenannt. Vom Museum werden zudem zwei historische Gebäude in Norfolk verwaltet, das Moses Myers House und das Norfolk History Museum at the Willoughby-Baylor House.
Im Museum befinden sich unter anderem Werke von Tintoretto, Giambattista Pittoni, Veronese, Peter Paul Rubens, Diego Velázquez, Salvator Rosa, Gianlorenzo Bernini, John Singleton Copley, Thomas Cole, Eugène Delacroix, Édouard Manet, Paul Cézanne, Gustave Doré, Albert Bierstadt, Auguste Rodin, Mary Cassatt, Paul Gauguin, Georges Rouault, Henri Matisse, Georges Braque, Edward Hopper, Jackson Pollock, Andy Warhol, Richard Diebenkorn, Karen LaMonte und Franz Kline.